# Curral de Moinas
Curral de Moinas é uma aldeia fictícia, situada algures no Norte de Portugal, presumivelmente na província do Minho ou Trás-os-Montes. É o palco dos acontecimentos do programa de humor TeleRural, uma sátira aos blocos noticiosos convencionais. A aldeia foi criada pelos humoristas portugueses João Paulo Rodrigues (Quim Roscas) e Pedro Alves (Zeca Estancionâncio) para o seu programa TeleRural, transmitido primeiro no programa "Praça da Alegria" e depois num espaço próprio, ambos na RTP (actualmente terminada).
A localidade fictícia ficou ainda representada em cinema. Primeiro no ano de 2013 no filme 7 Pecados Rurais que aborda alguns dos seus moradores, tais como Quim, Zé, Célia Careca, Padre Venâncio, Sargento Mealha e Aniceto Rui (Presidente da Junta), entre outros. Seguiu-se em 2022 o filme Curral de Moinas – Os Banqueiros do Povo em que Quim é supreendido com a herança de um banco em Lisboa para onde se muda junto com o Zé. Os dois filmes alcançaram grande sucesso nas bilheteiras, sendo respetivamente o terceiro e o quarto filme português mais visto desde 2004.